# Procession de Surre
La procession de Surre (en turque : Surre-i Hümâyûn) était une importante procession religieuse annuelle organisée par les sultans ottomans pendant la période du Hajj à La Mecque dans le royaume de Hidjaz.

## Description
Le nom de la procession provient du mot surra, qui signifiait « sac à main », pour désigner l'argent que le sultan envoyait au moment du pèlerinage.
Cette procession, sous la forme d’une caravane, partait du Palais Impérial chaque année avant le Ramadan et, s'arrêtaient à divers endroits, en traversant l’Anatolie, et s’arrêtant à Damas, Médine et La Mecque. Le voyage aller-retour pouvait durer plus de 90 jours. 
Les préparatifs de départ d’Istanbul commençaient des mois à l'avance.
Des cadeaux et de l’argent était envoyés à cette occasion aux fonctionnaires et peuple des sites sacrés de l’Islam et des Bédouins sur le chemin. Les cadeaux étaient très variés, et comprenait des manuscrits du Coran, des objets en or et en argent, chandeliers, encensoirs, lampes, des tapis, des caftans, et même de la nourriture.
La procession apportait en outre les couvertures pour drapée la tombe de Mahomet et pour couvrir la Kaaba. Cette dernière (mahmil-i şerif) était considèré comme le bien le plus précieux du convoi. Au retour, la couverture de l’année précédente était rapporté au Sultan. Des morceaux de son étoffe étaient offertes en cadeau à des dignitaires.

## Histoire
La tradition d'envoyer des cadeaux et de l'argent a commencé sous le règne des Abbassides et s'est poursuivie pendant les États musulmans qui ont suivi. 
Les débuts de la procession ottomane remontent au sultan Bayezid Ier (1389-1392) et son fils Mehmet Çelebi (1413-1421). À partir de 1517, la procession devint une tradition Selim I, alors calife à la suite de la conquête de l’Égypte. Les processions continuèrent jusqu’au début du XXe siècle,
Jusqu'en 1864, les caravanes étaient formées de mules et de chameaux, plus tard, le voyage se faisait principalement par voir maritime et en train. 